# Almodí de Xàtiva
Le musée de l'Almodi de Xàtiva, créé en 1917, est le musée principal de la ville et un des plus riches de la région valencienne. Il occupe deux édifices : un édifice de style renaissance construit entre 1530 et 1548, abritant la section archéologique, et l'ancien édifice des poids transformé en 1754, abritant le musée des beaux-arts.
La section archéologique comporte une tête d'homme d'époque ibérique du IVe siècle av. J.-C. et des inscriptions funéraires d'époque romaine. La pièce la plus remarquable est un évier du XIe siècle en marbre de Buixcarro, datant de l'époque islamique, avec des scènes figuratives.
Dans la section des beaux-arts, il faut signaler le retable de la Transfiguration et le tableau de Saint Nicolas et Saint Denis. Le XVIIe siècle est représenté par des tableaux de José de Ribera et par un important dépôt du musée du Prado : Luca Giordano, Carducho, Orrente, ainsi que des œuvres de l'école de Rubens, Rembrandt, Teniers, Brueghel, Jan Brueghel l'Ancien, Murillo et Velasquez.
Depuis 1942, le tableau de Philippe V est exposé tête en bas pour rappeler aux visiteurs que ce roi a fait brûler la ville en 1707, lors de la guerre de Succession d'Espagne,.

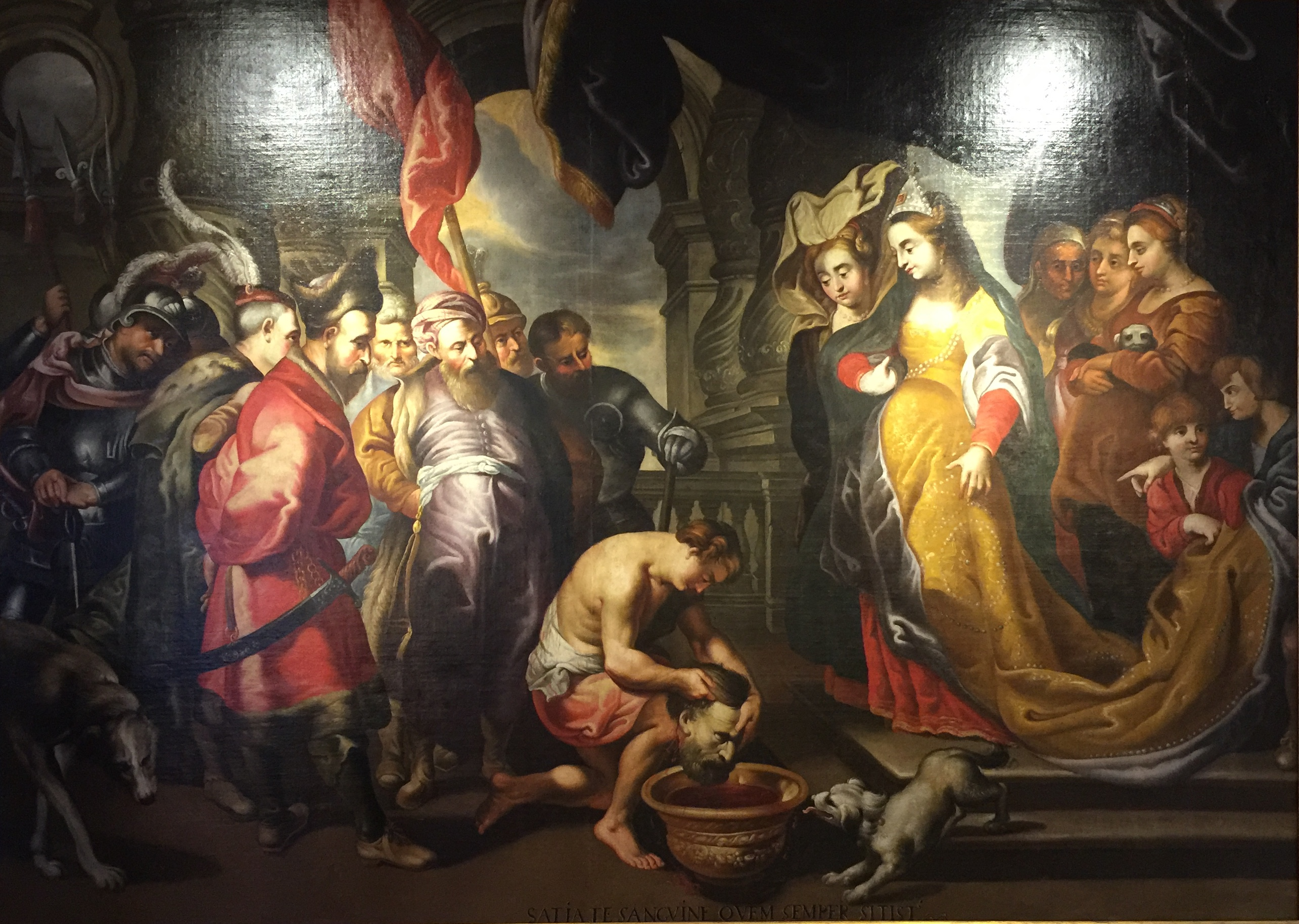
Cyrus et Tomyris, copie anonyme de Rubens
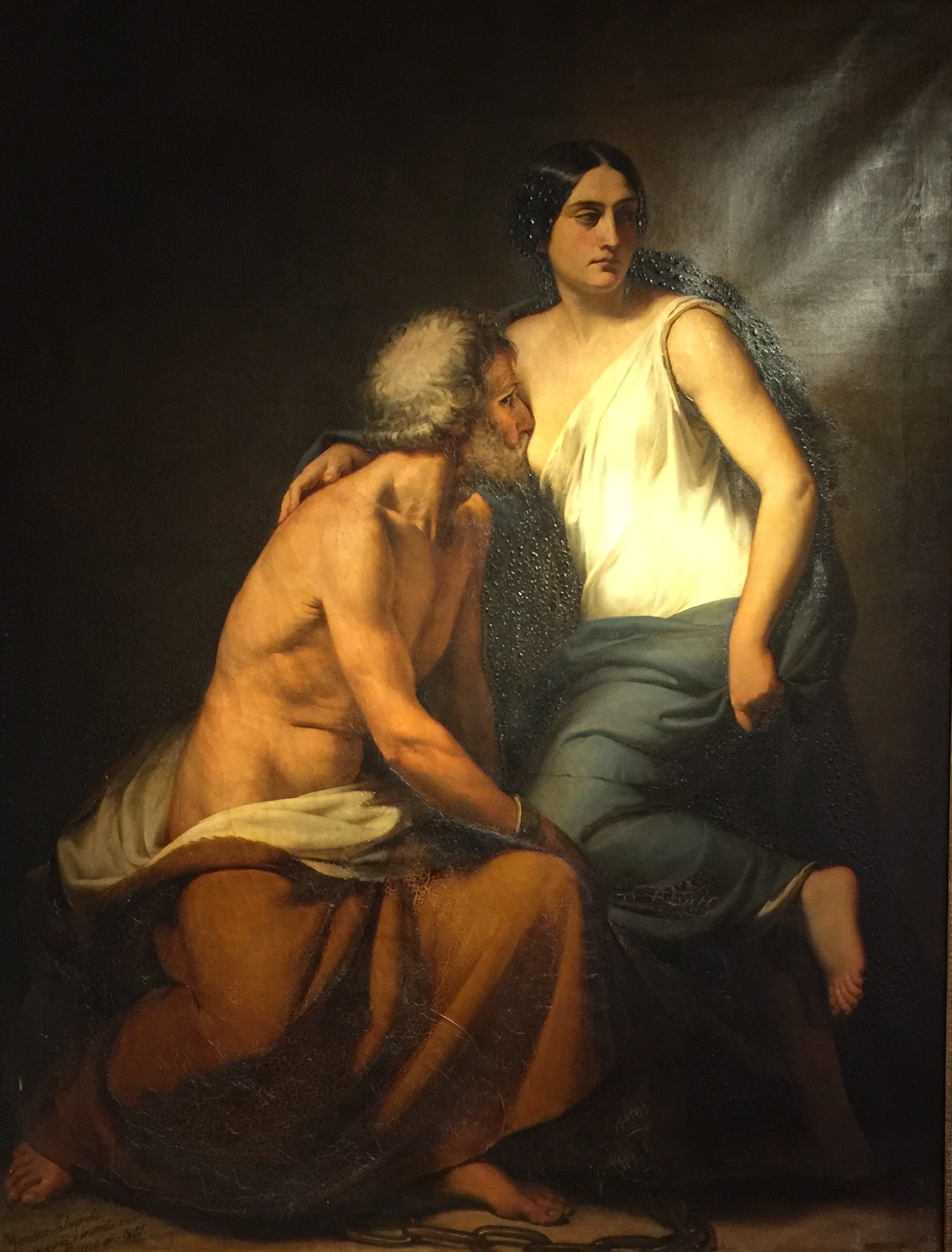
Charité romaine, Ignacio Palmerola (1851)
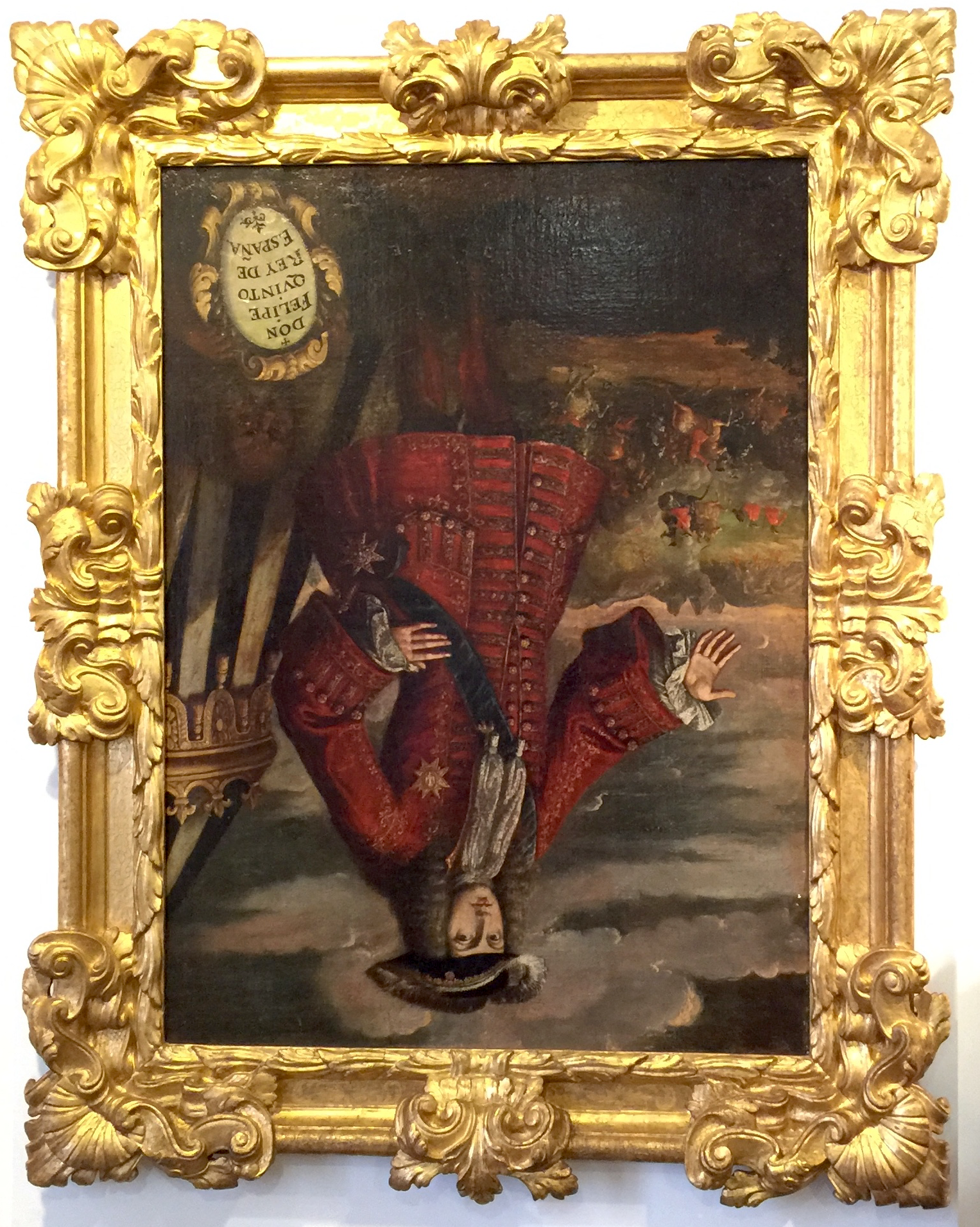
Philippe V par Josep Amoros (1719)
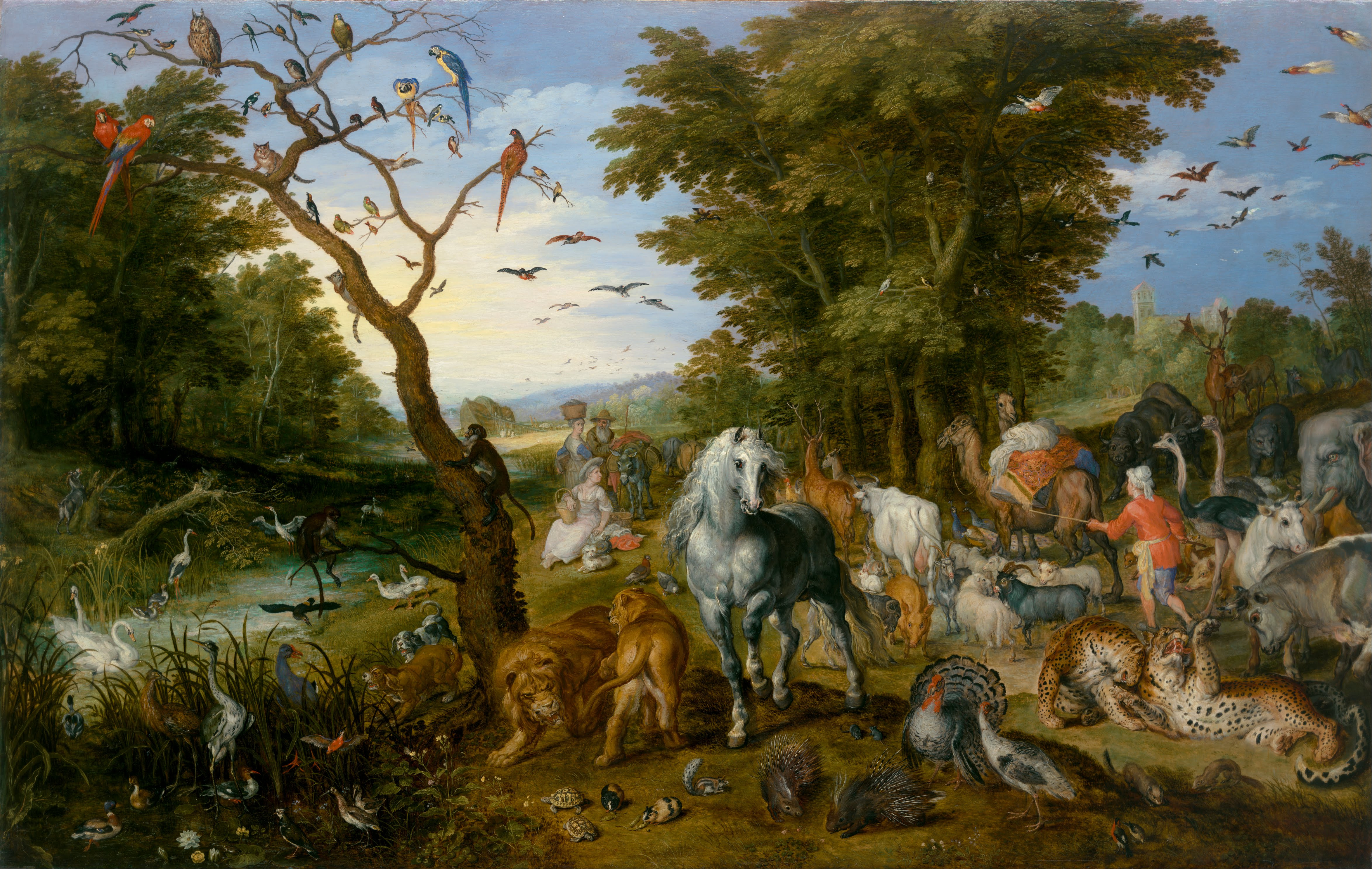
Entrée des animaux dans l'arche de Noé par Jan Brueghel

## Sources
- (ca) Cet article est partiellement ou en totalité issu de l’article de Wikipédia en catalan intitulé « Almodí de Xàtiva » (voir la liste des auteurs).